# Distance measuring equipment

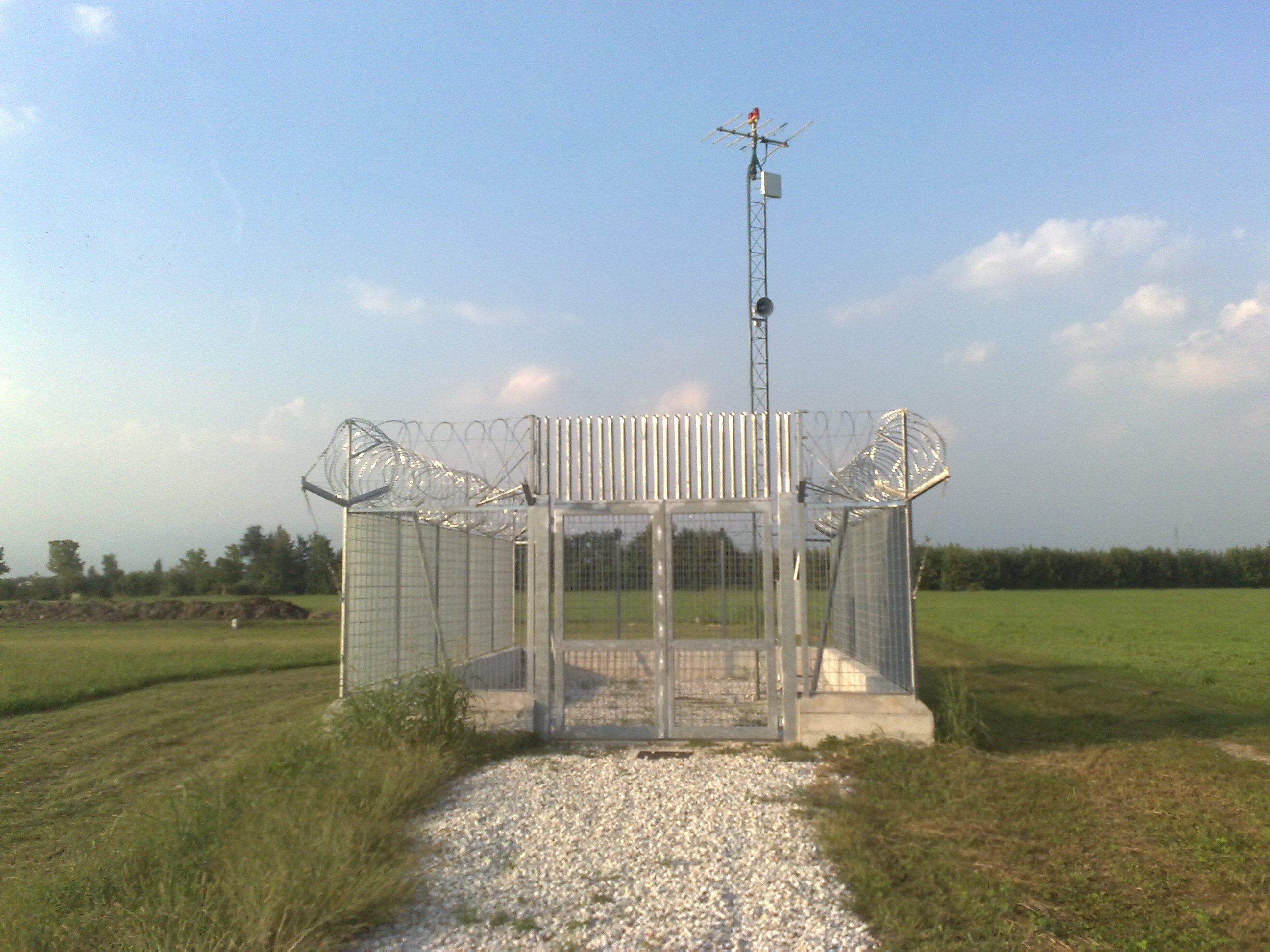
La stazione DME di Vicenza

Il DME o distance measuring equipment fornisce una lettura costante in miglia nautiche della distanza obliqua chiamata Slant Range, (e non una distanza orizzontale) dell'aeromobile rispetto alla stazione di terra DME. Maggiore è la differenza tra la distanza obliqua e quella orizzontale, più l'aereo si avvicina alla stazione di terra. Quando l'aeromobile sorvola la stazione di terra DME, la distanza orizzontale tra i due è di fatto zero, ma lo strumento, continuando a misurare lo Slant Range, indicherà la quota dell'aeromobile in miglia nautiche (NM).

## Storia del DME
Fu inventato in Australia da Edward George “Taffy” Bowen, quando lavorava come capo della divisione di radio-fisica del Commonwealth Scientific and Industrial Research Organisation (CSIRO). Un'altra versione del sistema, operante nella fascia dei 200 MHz nella banda VHF, fu progettata nel 1950 dalla Amalgamated Wireless Australasia Limited, una compagnia che si occupa ancora oggi di elettronica e telecomunicazioni. Questa versione australiana del sistema venne chiamata e definita dal Federal Department of Civil Aviation come DME(D) (o DME Domestic). In seguito la versione internazionale del sistema venne adottata dall'ICAO e definita come DME (I).
Il principio di funzionamento del DME è simile a quello del radar secondario di sorveglianza, ma se ne differenzia per il fatto che è l'aereo a mandare il segnale e a interrogare la stazione di terra. L'idea del sistema di riconoscimento e identificazioni dei dati a distanza di un oggetto derivano dal progetto IFF identification friend or foe o IFF (identificazione amico o nemico), sviluppato in ambito militare durante la seconda guerra mondiale e migliorato in seguito.

## Principio di funzionamento
Il DME opera nella banda radio UHF (Ultra High Frequency) in un raggio di frequenze compreso tra i 962 e i 1213 MHz.
L'aeromobile trasmette un fascio di coppie di impulsi alla stazione di terra. I due impulsi in ogni coppia sono separati da 12 microsecondi. Dopo un piccolo intervallo, pari a 50 microsecondi, la stazione di terra li ritrasmette all'aeromobile. L'intervallo di tempo tra l'invio e la ricezione degli impulsi viene così convertito in spazio, al fine di ottenere la lettura della distanza obliqua.
È l'equipaggiamento di bordo dell'aeromobile a iniziare lo scambio di informazioni ed è noto come il trasmettitore, mentre la stazione di terra è nota come il ricevitore, poiché replica allo scambio di impulsi.

## Problemi del sistema e risoluzione
L'idea di funzionamento è semplice, ma ci sono due problemi principali:
- L'apparato dell'aeromobile deve essere in grado di distinguere tra il proprio fascio di ritorno e quello degli altri aerei.
- L'apparato dell'aeromobile deve distinguere gli impulsi di ritorno della stazione DME con quelli riflessi dal terreno.

Per risolvere il primo problema, i fasci di impulsi sono stati resi unici per ogni aeromobile, variando le caratteristiche del segnale, cosicché l'intervallo di tempo fra due coppie di impulsi sia unico. Questo sistema è in elettronica chiamato “Jitter”.
Per evitare invece la riflessione delle onde radio provocate dal terreno, la stazione di terra rilancia il segnale ricevuto, separandolo di 63 MHz da quello trasmesso dall'aeromobile. Queste coppie di frequenze vengono chiamate canali e ne esistono 252 utilizzabili. I canali sono distinti in 126 canali X e 126 canali Y per la trasmissione del segnale. La spaziatura è di 1 MHz per tutti i canali, con una banda radio di 100 kHz. La differenza tra i canali X e Y riguarda la distanza tra i singoli impulsi nella coppia inviata dall'aereo al ricevitore di terra. I singoli impulsi nei canali X hanno tra loro una spaziatura di 12 microsecondi, mentre nei canali Y c'è una spaziatura di 30 microsecondi.

## Trasmissione e saturazione del segnale
L'apparato di bordo, per interrogare la stazione di terra, invia inizialmente 150 impulsi al secondo. Raggiunte le 15000 coppie di impulsi, il segnale si riduce a 60 impulsi al secondo, fino a quando il segnale non viene agganciato e l'afflusso di impulsi ridotto a 24 ogni secondo. Il sistema dell'aeromobile incomincia progressivamente a spaziare il segnale sempre più in lontananza, fino a coprire un raggio massimo di 300 nm. In questo punto limite il ritardo del segnale è di 3,75 millisecondi. Il trasmettitore invia quindi un segnale in intervalli di tempo molto accurati, chiamati “porte”(gates). La stazione di terra ha una capacità limitata fino a 2700 impulsi al secondo. Questo significa che solo 18 trasmettitori in volo possono cercare contemporaneamente il segnale della stazione oppure solo 112 aerei che l'hanno già agganciata possono utilizzarla insieme. In pratica solo circa 100 aerei alla volta possono utilizzare il DME. È importante ricordare che la stazione di terra non risponderà all'aereo che le è più vicino, ma al segnale più forte inviato.

## Grado di accuratezza
L'ICAO richiede una precisione di ¼ di miglio nautico nella misurazione e non più dell'1,25% di tolleranza nel calcolo totale dello Slant Range.
Come è stato fatto notare in precedenza, il calcolo della distanza orizzontale è più accurato quando l'aereo si trova ad una certa distanza dalla stazione rispetto a quando è vicino a sorvolarla.

## Il DME e il TACAN
Il sistema del DME è stato mantenuto compatibile con l'apparato di misurazione della distanza del sistema «TACAN» (TACtical Air Navigation), in modo che gli aerei civili possano utilizzare sia le funzioni del DME che del TACAN per misurare la distanza. Il TACAN è un sistema composto da radiofari militari che operano nella banda UHF, per fornire orientamenti e distanza ai velivoli militari. La banda UHF dei TACAN è perfettamente compatibile con l'apparato DME; per questa ragione i velivoli militari e quelli civili possono avvalersi di entrambi i sistemi, per ottenere informazioni della loro distanza dalla stazione.

## Il DME e il VOR
I DME possono essere associati agli apparati VOR (Very High Frequency Omnidirectional Range). I radiofari, per essere considerati associati, devono avere lo stesso segnale identificativo e distare l'uno dall'altro non più di 600 m (2000 ft) o 30 metri (100 ft) se usati come vettori di avvicinamento. Un VOR associato ad un DME prende il nome di apparato VOR/DME, mentre un VOR associato ad un TACAN prende il nome di VOR/TAC. Le stazioni associate trasmettono l'identificativo morse composto da tre lettere, in modo da essere identificate dal pilota tramite l'apparato radio di bordo. Un apparato DME non associato e collocato in vicinanza di un VOR può avere le due lettere identificative uguali a quelle del VOR, ma l'ultima lettera differente (solitamente è la lettera Z). Anche se non associati, alcuni radiofari possono avere la stessa frequenza se considerato utile.

## Equipaggiamento di bordo
Parte del pannello radio di bordo è dedicato alla sintonizzazione dei radiofari. Qui è possibile impostare la frequenza del DME e identificare il segnale della stazione. Le frequenze vengono riportate nelle pubblicazioni aeronautiche ufficiali come l'AIP e nelle cartine aeronautiche.
La lettura della distanza è fornita al pilota in NM in formato digitale su un apposito lettore o/e integrata nell'apparato EFIS (Electronic Flight Instrument System) con gli altri dati di volo.
Quando un pilota si dirige direttamente verso una stazione VOR/DME o si allontana da essa seguendo una radiale, lo strumento di bordo può fornire anche la velocità al suolo dell'aeromobile, detta Ground Speed (GS). Se ci si dirige verso la stazione viene anche calcolato il tempo stimato di arrivo sul VOR/DME.
Calcolo della distanza orizzontale
Premessa:
Più l'aeromobile si avvicina alla stazione, più la differenza tra distanza obliqua (Slant Range) e distanza orizzontale (Plan Range) aumenta.
Quando l'aereo è distante dalla stazione e la distanza orizzontale supera la quota dell'aeromobile, la differenza fra le due è minima.
Esempio e dimostrazione 1:
Quota dell'aeromobile 30.000 ft
Distanza obliqua misurata dal DME 12 nm
Distanza orizzontale?
Convertire 30.000 ft in miglia nautiche
30.000: 6080 = 4,934 nm
Utilizzare il teorema di Pitagora: in un triangolo rettangolo il quadrato costruito sull'ipotenusa è uguale alla somma dei quadrati costruiti sui cateti.
In questo caso l'ipotenusa è rappresentata dalle 12 nm della distanza obliqua e un cateto dalle 4,934 nm della quota:
12² = 4,934² + distanza orizzontale²
Otteniamo il cateto mancante sottraendolo all'ipotenusa:
12² – 4,934² =
144 – 24,344 =
119,656 =
√119,656 = 10,93 nm distanza orizzontale
Nell'esempio fornito c'è più di 1 miglio nautico di differenza tra la distanza obliqua e quella orizzontale.
Ora vediamo come la differenza diminuisca, quando la distanza dalla stazione aumenta, fino a superare la quota del velivolo:
Esempio e dimostrazione 2
Quota dell'aeromobile 30.000 ft
Distanza obliqua misurata dal DME 40 nm
Distanza orizzontale?
Convertire 30.000 ft in miglia nautiche
30.000: 6080 = 4,934 nm
Utilizzare il teorema di Pitagora:
In questo caso l'ipotenusa è rappresentata dalle 40 nm della distanza obliqua e un cateto dalle 4,934 nm della quota:
40² = 4,934² + distanza orizzontale²
Otteniamo il cateto mancante sottraendolo all'ipotenusa:
40² – 4,934² =
1600 – 24,344 =
1575,656 =
√1575,656 = 39,69 nm distanza orizzontale
In questo secondo esempio la differenza tra la distanza obliqua e quella orizzontale è di sole 0,31 nm.

## Archi DME e Fix
Un DME può essere utilizzato per mantenere un raggio costante da un radiofaro. L'aeromobile procede ad una distanza regolare dalla stazione, disegnando così un arco attorno ad essa chiamato “Arco DME”, che può essere parte integrante di una procedura di avvicinamento strumentale.
L'individuazione di un punto, tramite le radioassistenze, è chiamato fix. Due DME possono anche essere utilizzati per identificare la posizione dell'aeromobile (Fix DME/DME). Si calcola il raggio in NM proveniente da ogni stazione e si ottengono così due circonferenze che si incontreranno in due punti. Uno dei due punti identifica la posizione dell'aeromobile e generalmente la grande distanza tra le due intersezioni rende facile l'identificazione del punto corretto.
L'identificazione della posizione dell'aeromobile può avvenire anche incrociando i dati di rilevamento di un VOR con la distanza ottenuta da un DME (Fix VOR/DME) e attraverso il rilevamento di due VOR (Fix VOR/VOR).

## DME e ILS
Il DME è anche usato per determinare la distanza tra l'aeromobile e l'inizio della testata pista, nelle procedure di avvicinamento strumentale di precisione ILS (Instrument Landing System). Spesso la stazione è collocata a metà della pista, in modo da poter leggere 0 nm nelle due opposte testate. Quando il radiofaro non può essere posto a metà, solo su una testata sarà possibile leggere 0 nm. Nella cartina di avvicinamento strumentale per la pista opposta verrà riportato il valore di lettura del DME della soglia pista (es: Caution DME reads 0.1 nm at the threshold).

## DME/P
Il DME/P di precisione opera nella normale banda di frequenza dei comuni DME, ma è comunemente associato con gli apparati di avvicinamento di precisione MLS (Microwave Landing System). La tonalità della coppia di impulsi del DME/P è più acuta rispetto ad un normale DME, assicurando così una misurazione più precisa della distanza. Il DME/P associato ad un MLS ha un'accuratezza di segnale pari a 30 metri.